# Apolo y Dafne (Pollaiuolo)
Apolo y Dafne es un óleo sobre tabla atribuido a Piero Pollaiuolo (y/o su hermano Antonio), que data alrededor de 1470-1480 y se conserva en la National Gallery de Londres.

## Historia
La datación debería ser en la década de 1470-1480. Debido a sus pequeñas dimensiones y al material de soporte sobre el que fue realizada, durante mucho tiempo se creyó erróneamente que la obra era un fragmento decorativo de un cajón.
William Coningham compró la pequeña tablilla en Roma en 1845. En 1876 llegó a la National Gallery gracias al legado de Wynn Ellis.
Al igual que el Martirio de San Sebastián, esta obra ha sido asignada durante mucho tiempo al hermano mayor de Piero, Antonio, pero las críticas recientes sin duda la devuelven al menor de los dos.

## Descripción y estilo
La obra muestra el episodio extraído de Las metamorfosis de Ovidio en el que Apolo persigue a la ninfa Dafne, pero cuando llega hasta ella ella se transforma en un laurel para escapar de él. El momento representado es precisamente el de la transformación, con la mujer cuyos brazos ya se han transformado en ramas, mientras el dios la agarra levantándola a la vida.
La figura de Apolo se caracteriza por un cierto dinamismo y una representación anatómica precisa, con una línea de contorno tensa y elástica en las piernas que perfila el movimiento muscular. Dafne, por otro lado, es dinámica en la mitad inferior y extremadamente estática en la mitad superior, como para subrayar la transformación en curso en un objeto inmóvil como un árbol. Su expresión es serena y no delata ningún sentimiento.
La escena se desarrolla sobre el fondo de un gran paisaje fluvial, que se desvanece suavemente en la distancia por efecto de la niebla, aprovechando la técnica de perspectiva aérea. Originalmente los colores de la obra debían ser más vivos, especialmente el verde de la vegetación (en resina de cobre) que ha sufrido una oxidación irreversible hacia tonos más oscuros.